# Hippobosca
Hippobosca is een vliegengeslacht uit de familie van de luisvliegen (Hippoboscidae).

## Soorten
- Hippobosca equina Linnaeus, 1758
- Hippobosca longipennis Fabricius, 1805
- Hippobosca variegata Megerle, 1803